# Hôtel de Rosières (Le Puy-en-Velay)
L'hôtel de Rosières est un monument situé dans la ville du Puy-en-Velay dans le département de la Haute-Loire.
La façade et la pièce voûtée d'ogives sont inscrites au titre des monuments historiques par arrêté du 25 juin 1951.